# 철도박물관 (일본)

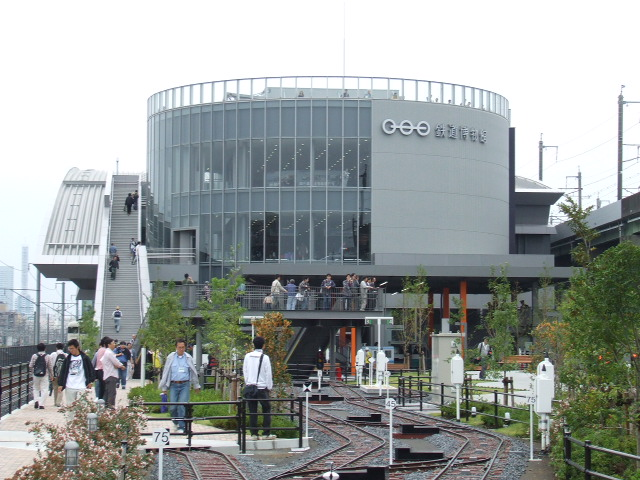
철도박물관 외관

철도박물관(일본어: 鉄道博物館 데쓰도하쿠부쓰칸[*])은 동일본 여객철도가 지원한 곳으로 일본 사이타마현 사이타마시 오미야구에 있다. 2007년 10월 14일에 개관했다.

## 역사
2006년 5월 14일, 간다 역~오차노미즈역 사이의 교통 박물관이 없어지면서 사이타마에 새로운 철도 박물관이 세워졌다. 이는 철도 팬들에게 큰 충격을 주었으나, 더 좋은 시설을 갖추게 된 철도박물관이 더 호응을 얻게 되었다.

## 오는 길
오미야 역에서 사이타마 신교통 뉴 셔틀로 갈아타고 철도박물관 역(오나리)에서 내린다.

## 로고 컨셉트의 특징
앞으로 철도박물관이 항상 진화하여 달려나간다는 것을 의미하고 3개의 고리는 '철도','교육','역사'등을 나타내고 있다.

## 보존된 차량들
- 150호 증기 기관차
- 1292호 증기 기관차
- 7101호 증기 기관차

- 데968호 전동차/하니후1호 객차
- 나데6141호 전동차
- 키하41307호 동차
- 9856호 증기 기관차(일본에 남은 유일한 말레이식 증기기관차)
- ED40 10호 직류 전기 기관차
- ED17 1호 직류 전기 기관차

- C51 5호 증기 기관차(오메철도공원 전시품)
- C57 135호 증기 기관차(일본 마지막 여객영업을 한 증기기관차)
- 마이테39 11호 객차
- 오하31 26호 객차
- 쿠모하40074호 전동차
- D51 426호 증기 기관차(절개상태 전시 선두부는 입구에, 운전실은 증기기관차 시뮬레이터에 활용)

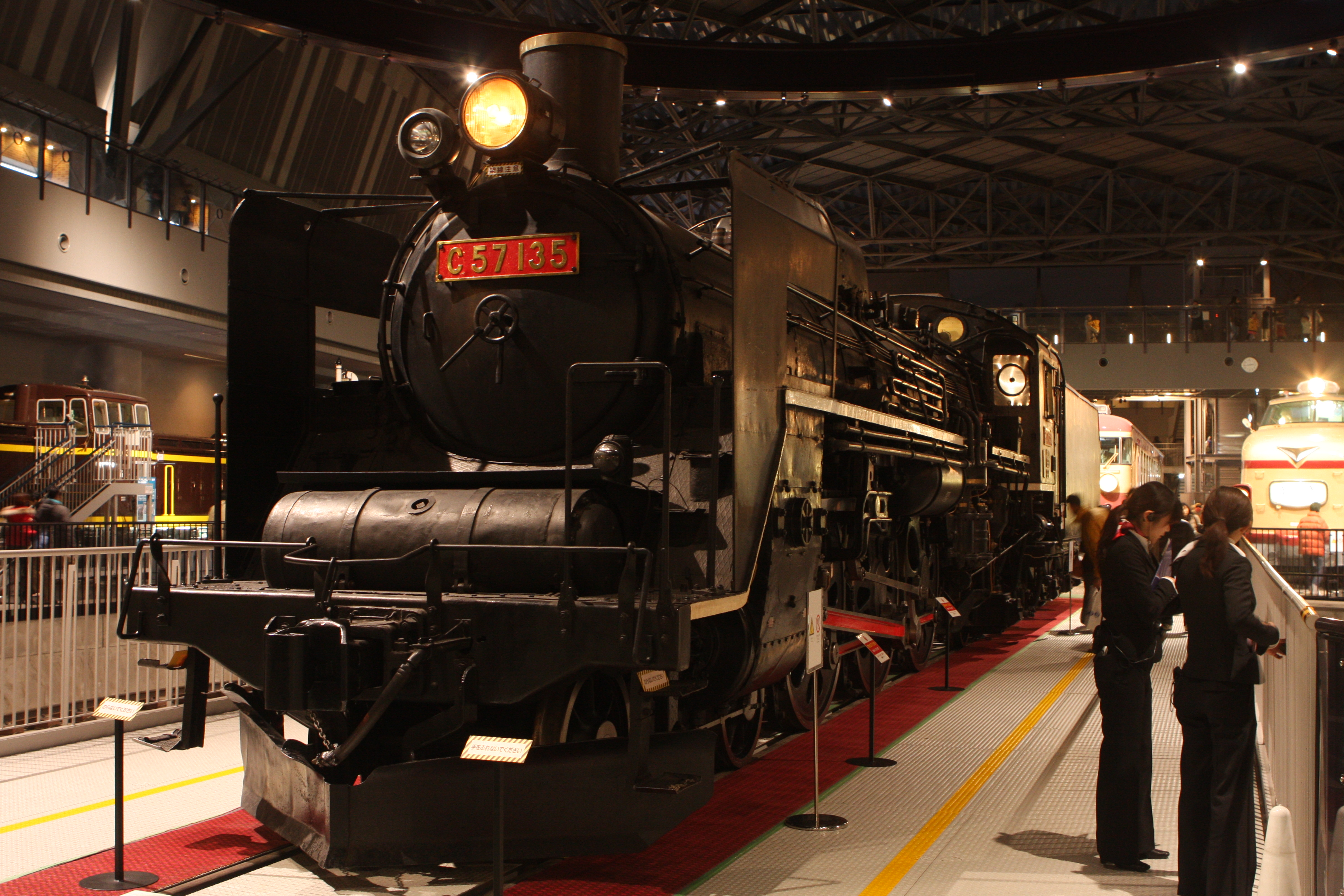
C57 135
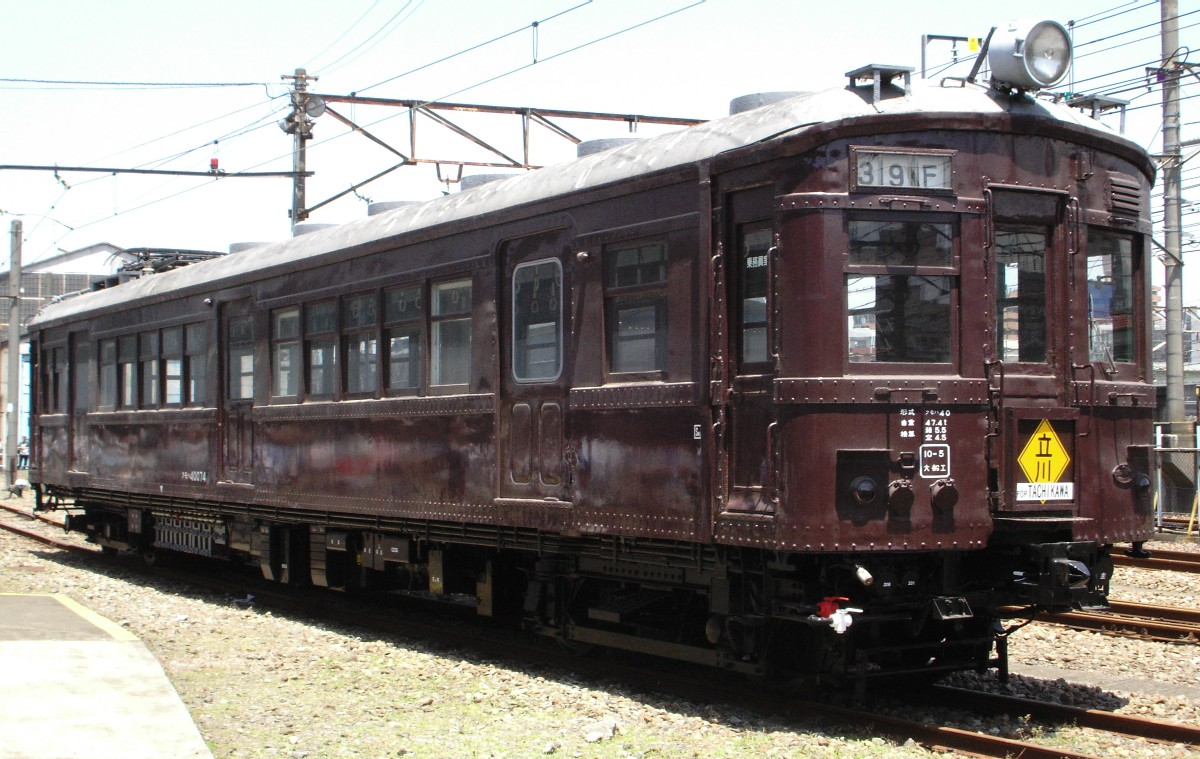
쿠모하40074
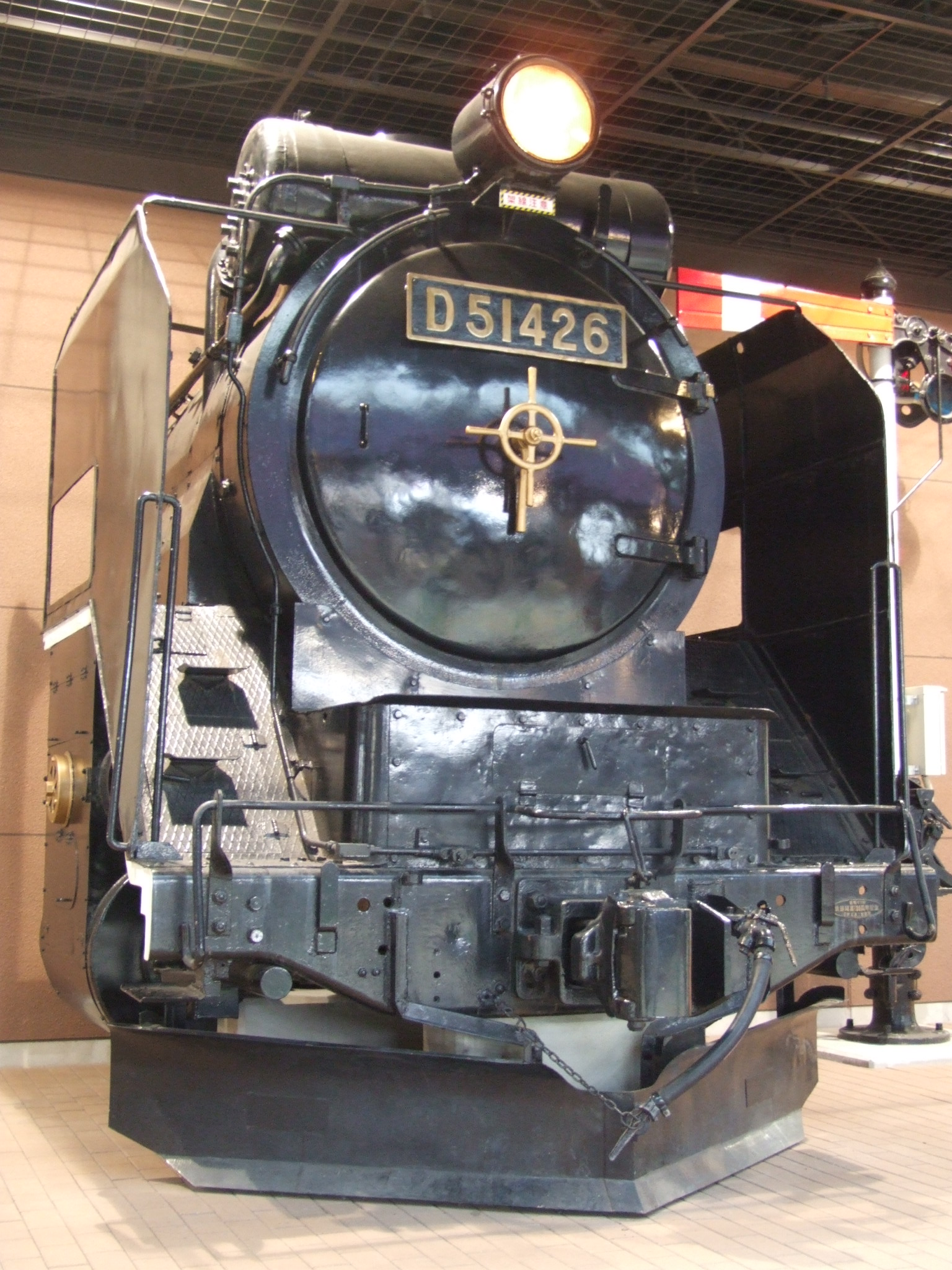
D51 426

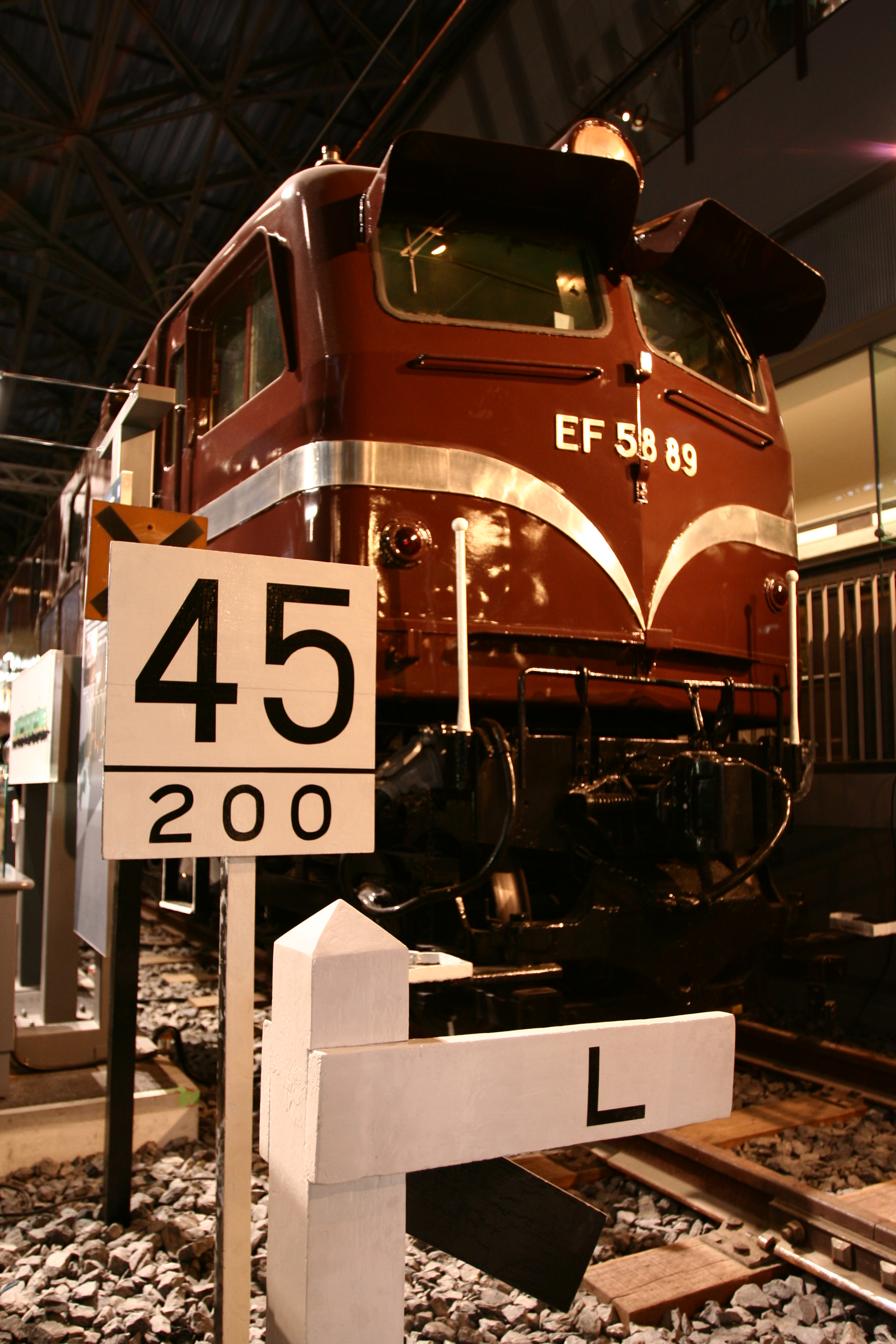
EF58 89호 전기 기관차
- 나하네후22 1호 B침대 객차
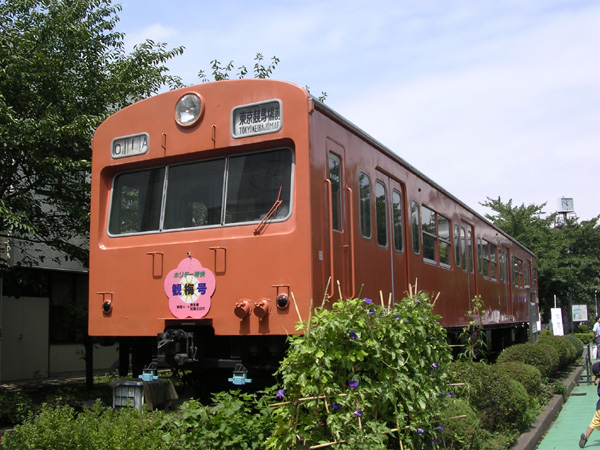
쿠모하101-902호 전동차
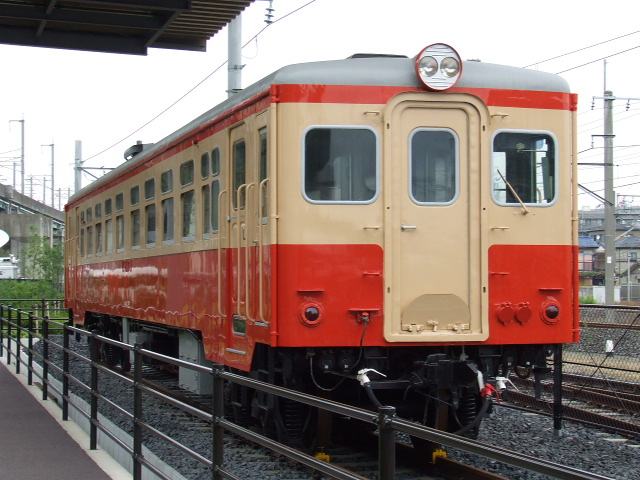
쿠하181-45호 전동차
- 키하11 25

- EF58 89
- 쿠모하101-902호 전동차
- 키하11 25

- 쿠모하455-1호 전동차
- 쿠하481-26호 전동차
- 모하484-61호 전동차
- ED75 775호 전기 기관차

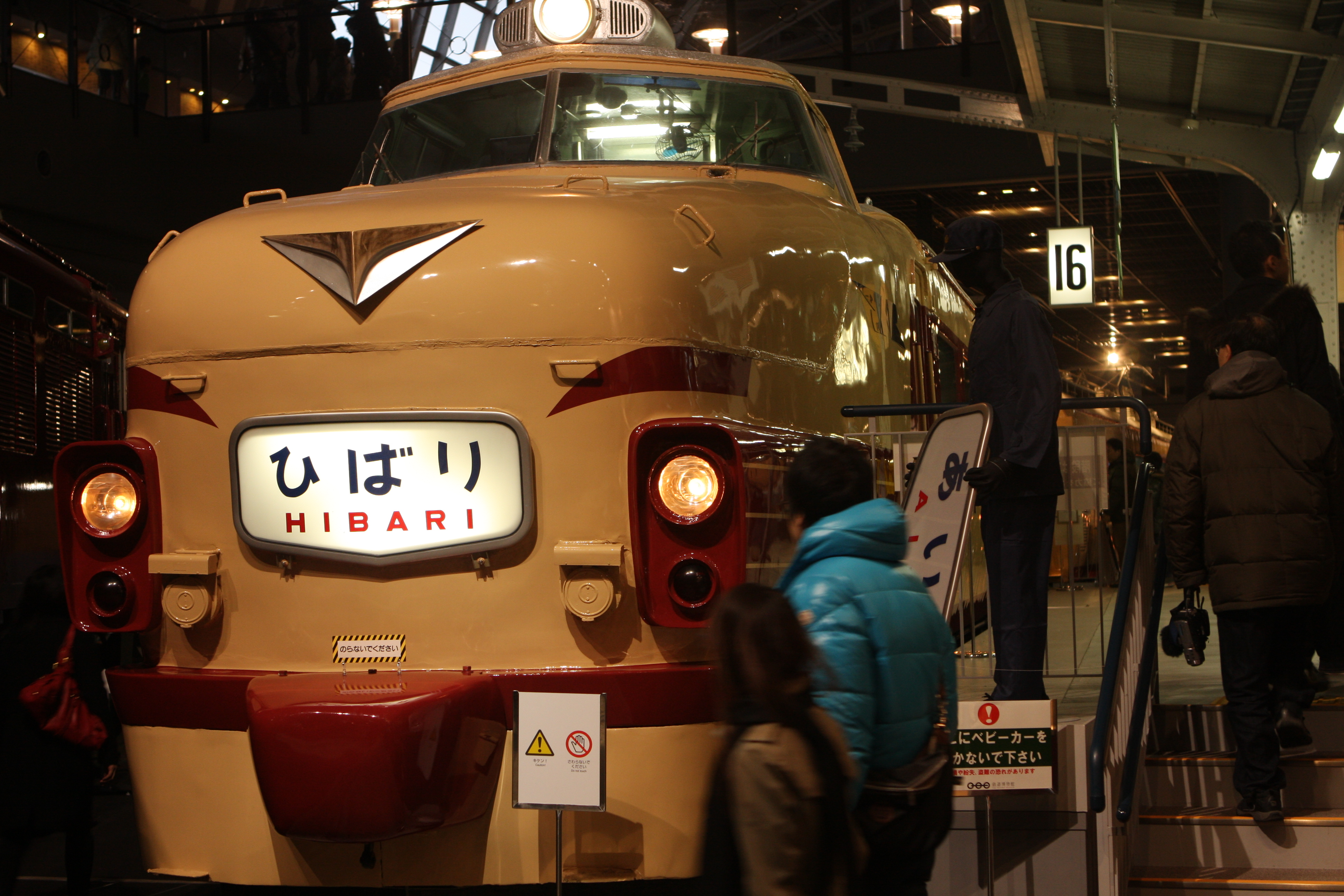
쿠하481-26

- 21-2호 신칸센 전동차(서일본 연수원 보관품을 이전 현 박물관 전용전시실에서 전시)
- 21-25호 신칸센 전동차(히스토리존 유일의 컷모델 이전 철도박물관 전시물)
- 222-35호 신칸센 전동차(K31편성의 선두차량)

- DD13 1호 디젤 기관차
- EF66 11호 전기 기관차
- 코키50000호 컨테이너 화차
- 레무후10000호 화차

## 시뮬레이터
교통박물관 시절의 시뮬레이터를 옮겨서 활용하고 있다.(D51시뮬레이터만 예약제, 유료)
- 211계 전차 시뮬레이터
- 209계 전차 시뮬레이터
- 205계 전차 시뮬레이터
- 200계 신칸센 전차 시뮬레이터
- D51 증기기관차 시뮬레이터(음악관에서 2년에 걸쳐 제작, 예약제 체험, 유료 500엔)

## 교통
- 도호쿠 신칸센, 조에쓰 신칸센, 호쿠리쿠 신칸센, 사이쿄 선, 쇼난 신주쿠 라인, 게이힌 도호쿠 선, 도호쿠 본선 (우쓰노미야 선, 다카사키 선)
- 사이타마 신교통 뉴 셔틀 이나선
  - 첫 번째 교통수단에서 오미야 역에서 하차, 그리고 사이타마 신교통 뉴 셔틀 이나선으로 갈아 타고, 철도박물관 역에서 내린다.

## 같이 보기
- 리니어·철도관